# Triangle (film, 2007)
Pour les articles homonymes, voir Triangle (homonymie).
Pour plus de détails, voir Fiche technique et Distribution.
Triangle (chinois 鐵三角, tie saam gok, lit. Iron Triangle) est un film policier hongkongais, produit et réalisé par Tsui Hark, Ringo Lam et Johnnie To, sorti en 2007. Il met aux prises trois amis, joués par Louis Koo, Simon Yam et Sun Hong-lei.
Le film est constitué de trois parties successives, scénarisées et tournées indépendamment par chacun des réalisateurs à partir de la partie précédente.

## Synopsis
Un mystérieux vieillard révèle à trois amis financièrement aux abois l'existence d'un trésor. À eux de le trouver et de gérer les problèmes qui vont avec : une femme adultère légèrement déséquilibrée (Kelly Lin), un policier véreux (Gordon Lam), quelques membres des triades et leurs suspicions respectives. Commencé en thriller, le film tourne progressivement à la comédie dans sa dernière partie.

## Fiche technique
- Production et réalisation : Tsui Hark, Ringo Lam et Johnnie To.
- Scénaristes : Kenny Kan, Sharon Chung, Yau Nai-hoi, Au Kin-yee et Yip Tin-shing
- Musique : Dave Klotz, Guy Zerafa
- Chef-opérateur : Cheng Siu Keung
- Montage : David Richardson
- Sociétés de distribution : Milkyway Image, Media Asia Films Ltd., Beijing Polybona Film Publishing Co. Ltd. et Film Workshop Co. Ltd..
- Genre : Film dramatique, Film policier
- Dates de sortie[1] :
  - Chine : 1er octobre 2007
  - Hong Kong : 1er novembre 2007
  - France : 16 janvier 2008
- Durée : 100 minutes
- Langue originale : cantonais
- Budget : 8 000 000 HK$

## Distribution
- Simon Yam : Lee Bo-sam
- Louis Koo : Fei
- Sun Hong-lei : Mok Shing-yuan
- Gordon Lam : Wen
- Kelly Lin : Ling
- You Yong : le policier
- Lam Suet : Fat Bo

## Production
Le film a été entièrement tourné à Hong Kong avec des acteurs locaux et du reste de la Chine. Chaque réalisateur était seul responsable d'un tiers du film (environ 30 minutes chacun). Ils ne se concertaient pas et avaient chacun leur équipe technique et leurs scénaristes, notamment Yau Nai-hoi, Au Kin-yee et Yip Tin-shing, scénaristes habituels pour Johnnie To et sa compagnie Milkyway Image. Même les acteurs ne savaient pas ce qui allait arriver à leurs personnages.
Tsui Hark fut le premier à tourner. Le film aurait dû être tourné à la fin de l'année 2007, mais fut avancé à cause de l'enthousiasme des distributeurs européens pour le projet. La société de production, Film Workshop, aurait même infléchi le synopsis pour le rendre plus conforme au goût européen.
Après avoir découvert le travail de Tsui Hark, Ringo Lam a tourné la seconde partie, ensuite remise à Johnnie To pour la conclusion (d'où l'apparition de Lam Suet dans l'histoire).

## Réception
Triangle a été présenté au Festival de Cannes 2007.

## Source de la traduction
- (en) Cet article est partiellement ou en totalité issu de l’article de Wikipédia en anglais intitulé « Triangle (2007 film) » (voir la liste des auteurs).